# هارون جون شارب
هارون جون شارب (بالإنجليزية: Aaron John Sharp)‏ هو عالم نبات أمريكي، ولد في 1904، وتوفي في 1997.